# Bienno
Bienno (Bien en dialecte de la Vallée Camonica) est une commune italienne de la province de Brescia, dans la région Lombardie. Bienno fait partie des plus beaux villages d'Italie classés  par l'Association des Communes Italiennes (ANCI). En 2010, elle comptait 3 958 habitants.

## Géographie

Carte de Bienno dans la province de Brescia.

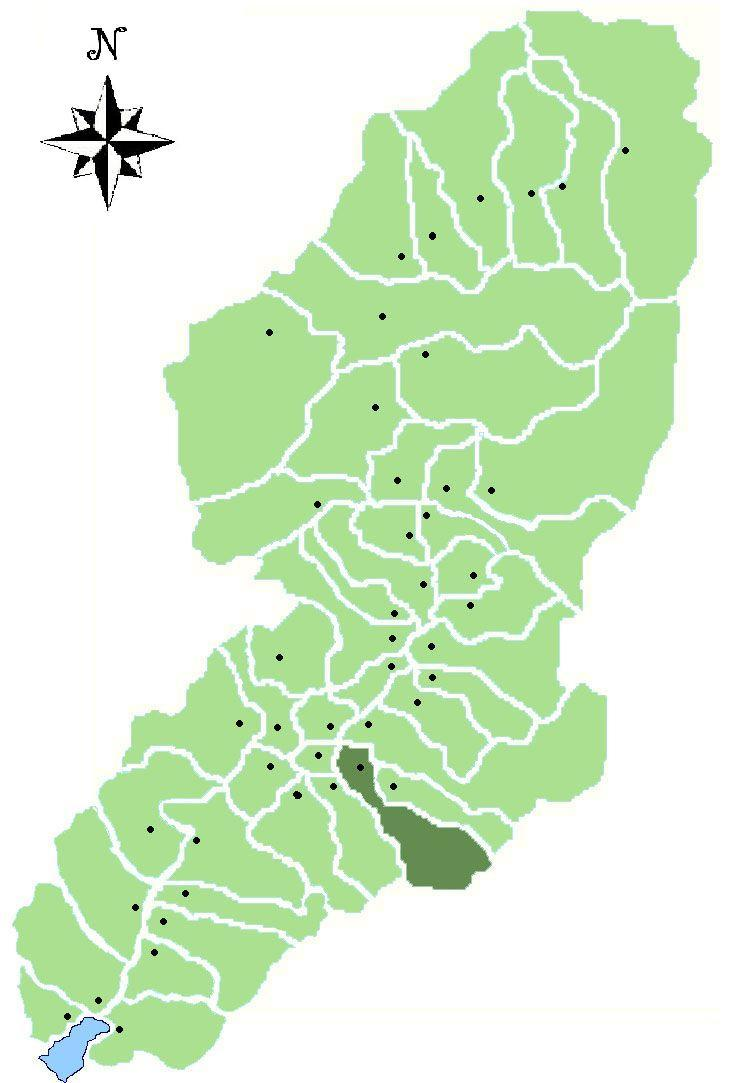
Le territoire dans la Valle Camonica.

## Administration
| Période                                  | Période | Identité        | Étiquette     | Qualité      |
| ---------------------------------------- | ------- | --------------- | ------------- | ------------ |
|                                          |         |                 |               |              |
| 16-5-2011                                |         | Maugeri Massimo | Liste Civique | Maire actuel |
| Les données manquantes sont à compléter. |         |                 |               |              |

## Histoire
Le village prend naissance, sur le territoire des Camunni, avec un peuple de l'âge du fer (Ier millénaire av. J.-C.) essentiellement localisé dans le Val Camonica, par la construction de dix tours et un château, transformé en monastère par les Bénédictins.
Selon la tradition, la vallée aurait été christianisée par Charlemagne qui aurait convaincu la Princesse de Lovere de prendre la voile. Ce serait devenu la « Vallée de la Monacale ». 
En 1295 est rapporté un différend avec Bovegno sur certains pâturages d'altitude.
En 1391, la terre de Bienno, gibeline, subit des pillages de bétail causées par les Guelfes dirigés par Nobles de Lozio.
En 1592 est fondé l'Institut des vieilles filles, venant en aide aux demoiselles âgées de 15 et 40 ans sans moyens mais ayant fait preuve d'une « conduite irréprochable ».
En 1624 est construite sur la Maison de Dieu, un refuge pour les personnes âgées.
En 1799, après  l'abolition du groupement villageois la Vicinia, l'état divise entre les deux villages les biens communs. Le conflit dure plus d'un siècle, jusqu'à ce que, en 1901, lors d'une émeute, au bureau municipal, la police tire sur la foule, tuant une femme et un garçon. Un compromis est finalement été trouvé en 1927.
Entre 1805 et 1815, la commune de Bienno est fusionnée avec celle de  Prestine, portant le nom de Bienno con Prestine.

## Tourisme

### Patrimoine
- La Casa Panteghini, dont le porche est de 1483[5].

- La Casa Bettoni datée de 1550.

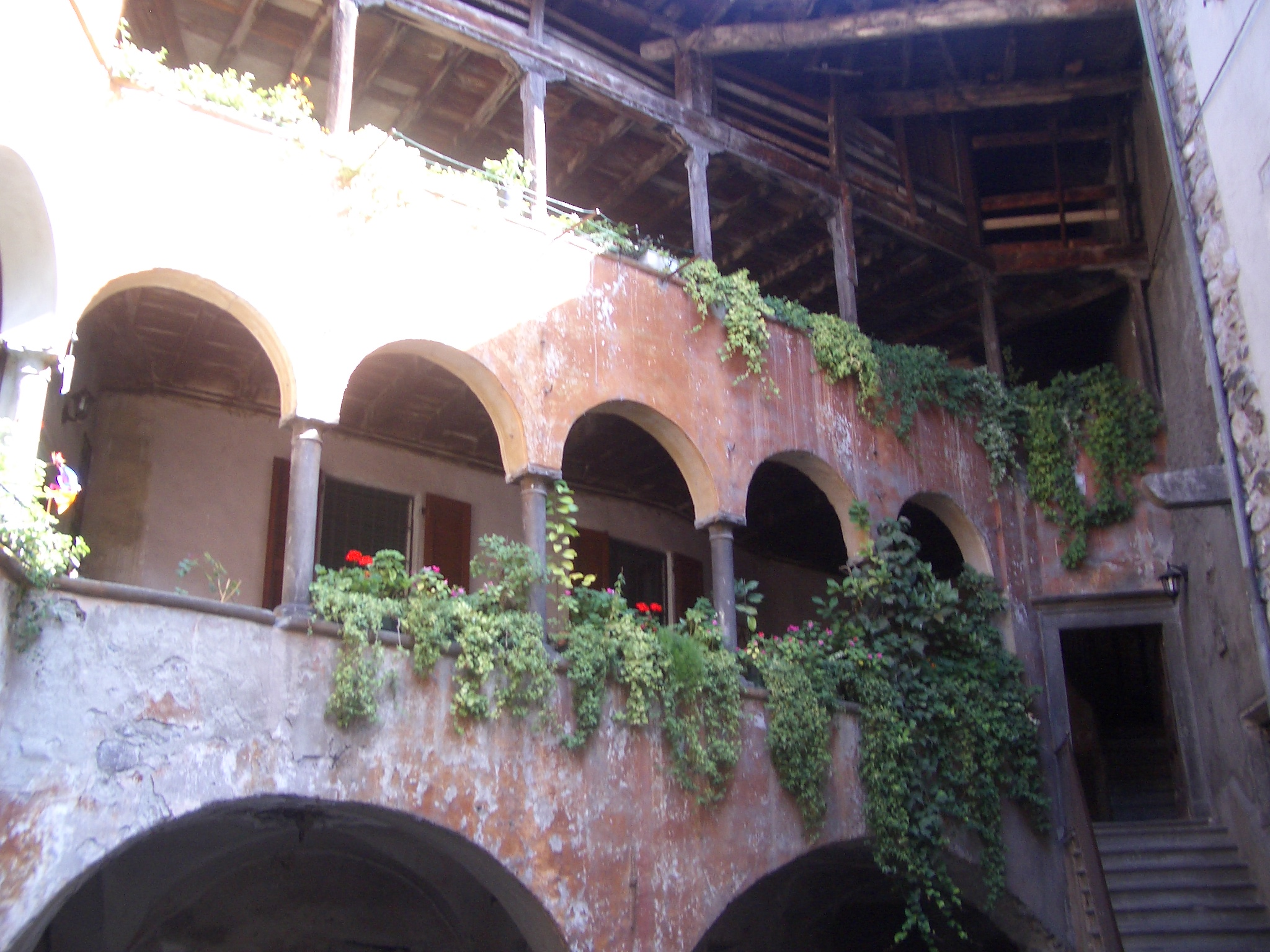
Casa Bettoni antico palazzo à Bienno.

- Le palais Simoni-Fè, qui appartenait jusqu'en 1932 à la comtesse Paolina Fè d'Ostiani, veuve de Tristan de Montholon, a été cédé à la municipalité. L'usufruit des étages inférieurs, légué aux époux Liberata Fostinelli et Battista Panteghini, a été cédé à la municipalité en 1988 par leurs héritiers, Battista Panteghini, fils de Liberata, et Maria Betton. Très âgés, ces derniers ne pouvaient plus assumer l'entretien et le chauffage du palais. Celui-ci devient la bibliothèque municipale et un centre culturel[6].

### Architecture religieuse

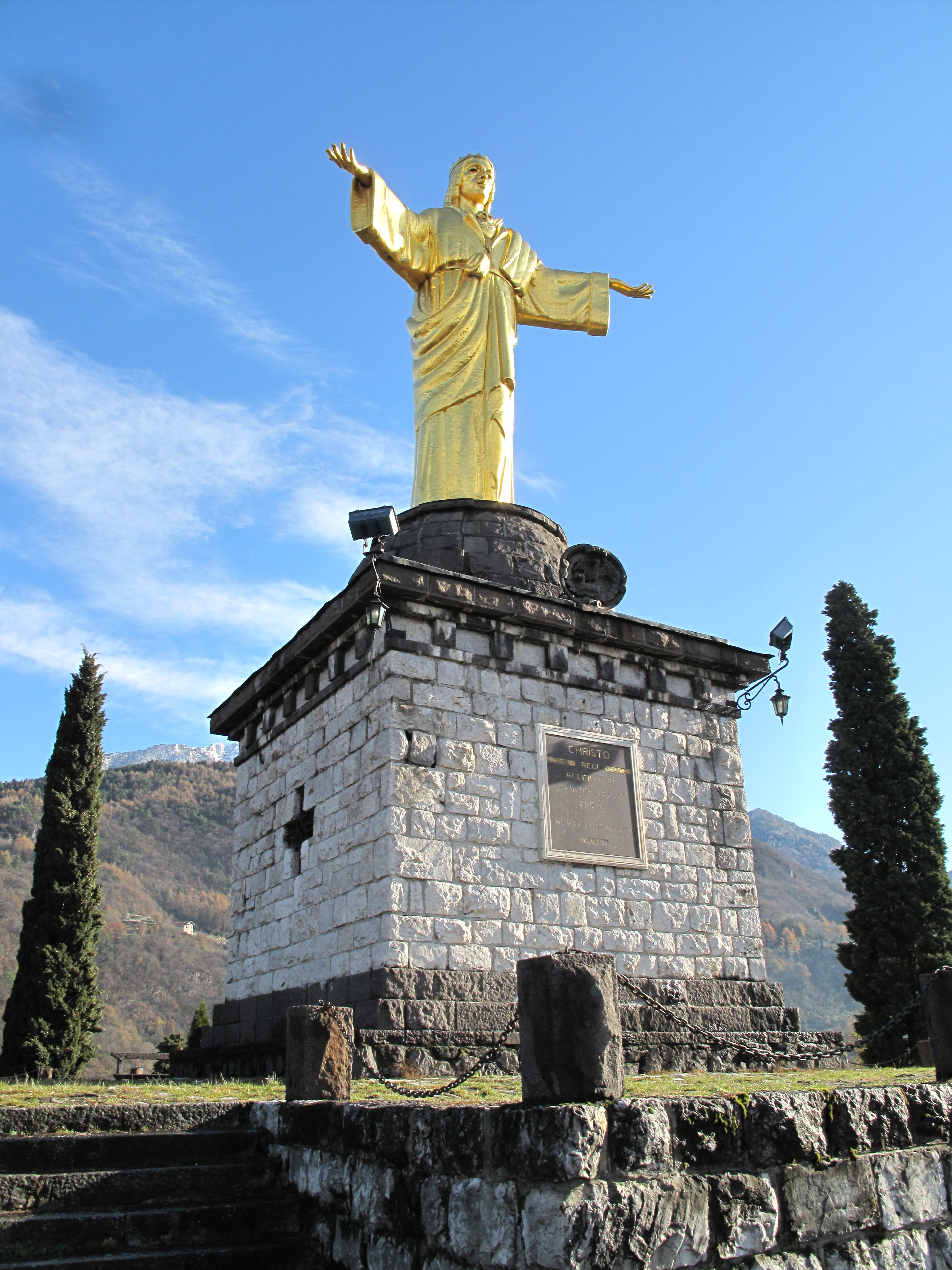
Statue du Christ roi (Timo Bortolotti - 1930).

- La statue du Christ-Roi, qui domine toute la vallée, érigée sur la colline de Sainte Marie-Madeleine, sur un complexe constitué des deux chapelles, celle de Sainte Marthe (en bas) et celle de Sainte Marie-Madeleine (en haut), qui fut d'abord un ermitage à la fin des XIIIe et XIVe siècles. Les fresques des deux chapelles ont été peintes respectivement en 1516 par Paolo da  Cailina (l'ancien), pour la voûte de Sainte Marthe et par un artiste inconnu en 1575 pour la façade de  la chapelle de Marie-Madeleine. Cette statue de Timo Bortolotti, couverte d'or, est posée en 1930.

- Église de L'Annonce faite à Marie.

- Église des Saints Faustino et Giovita.

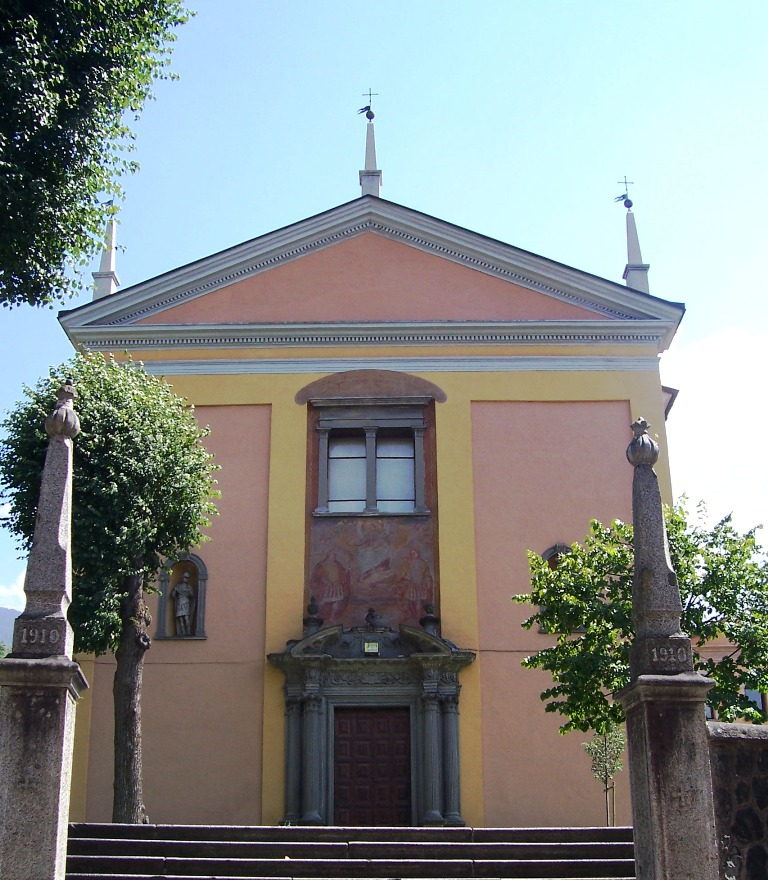
Église paroissiale des Saints Faustino et Giovita.

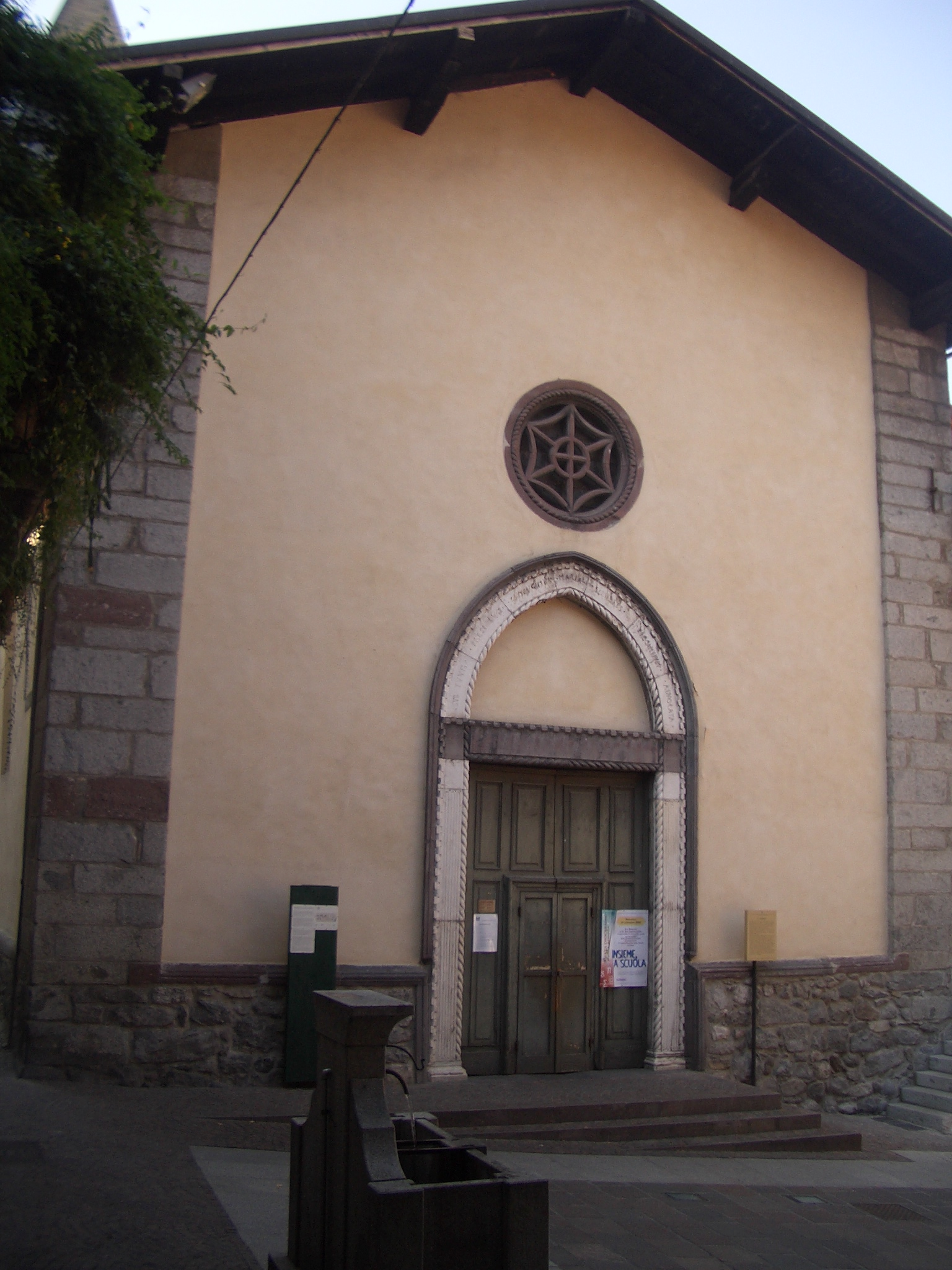
Église de l'Annonce faite à Marie.

- Musée de la forge (Fucina).

## Traditions et Folklore
En dialecte cammune, ce qui distinque les habitants de Biennon est le surnom de Padèle, qui signifie  
- en février, la fête de Rogo le fou. Il a mis le feu à une marionnette de paille et de papier mâché, marquant la fin du Carnaval et le début du Carême[8]
- le 29 Juin, fête de Pierre et Paul. Ils auraient mis un œuf dans une bouteille laissée ouverte jusqu'au lendemain matin. Le matin, le blanc d'œuf avait pris les traits d'un bateau, la barque de saint Pierre[9].

## Événements

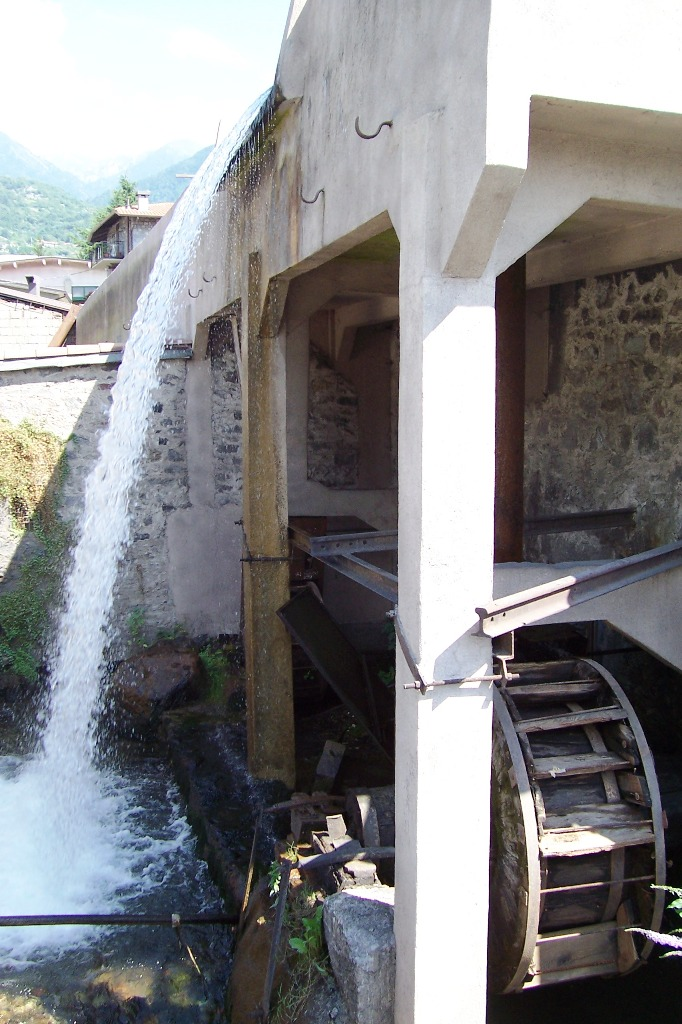
Moulin sur le Vaso Re.

- Tous les bâtiments, moulin, forge, musées et églises sont ouverts au public tous les ans pendant une semaine jusqu'à minuit, en août, lors de la « fête du village », l'ancien moulin et la forge sont remis en service.

Cette semaine accueille des milliers de visiteurs.
- Le 28 juin, veille des saints Pierre et Paul, les villageois mettent un blanc d'œuf dans une bouteille qu'ils laissent à l'air libre jusqu'au lendemain matin ; l'albumine coagulée en filaments évoque alors les mats et la voilure d'un bateau, c'est la barque de saint Pierre[10].

## Personnalités
Gertrude Comensoli (1847-1903), religieuse italienne canonisée, fondatrice des sœurs sacramentines de Bergame

## Galerie photos

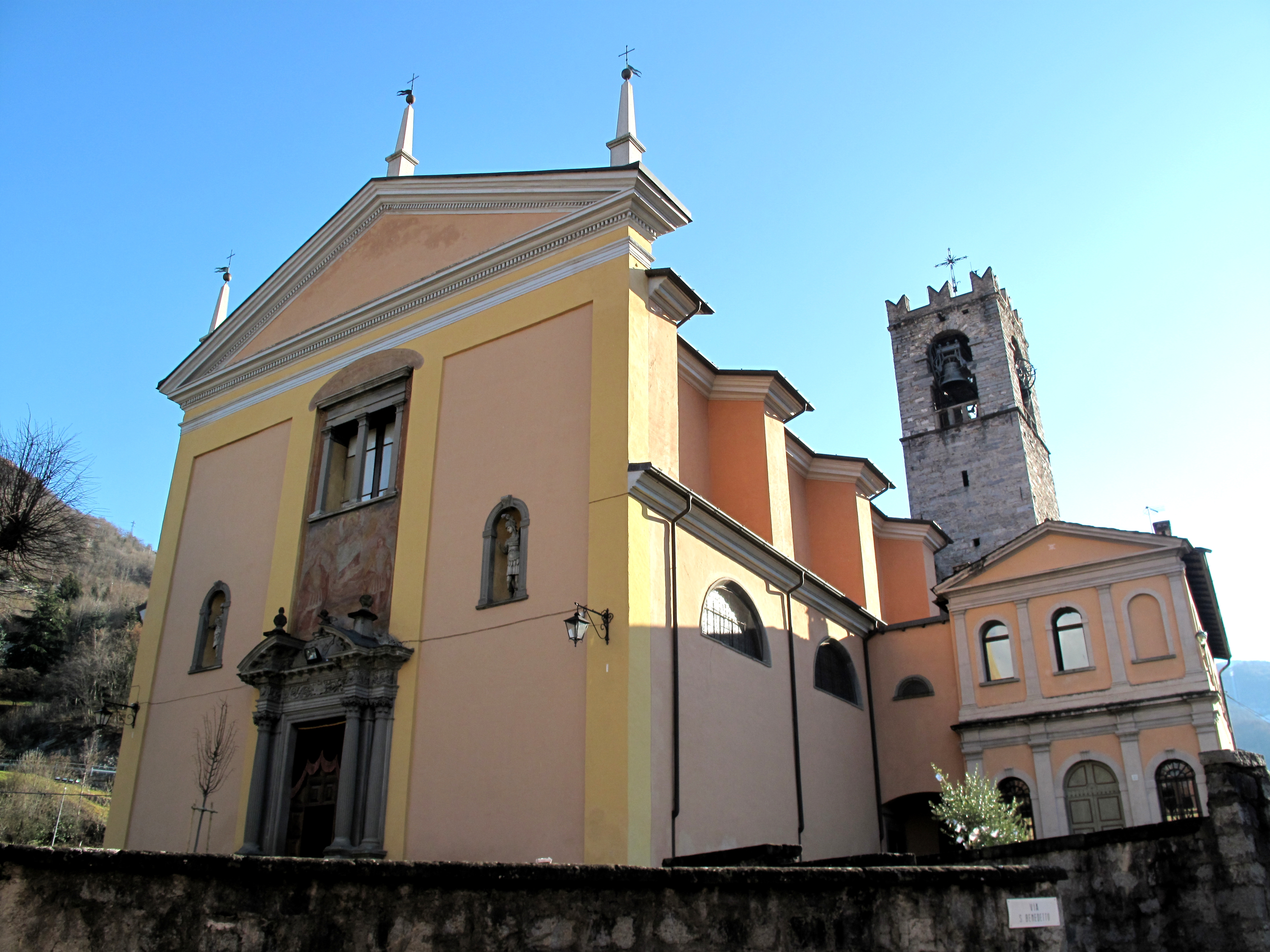
Église paroissiale.
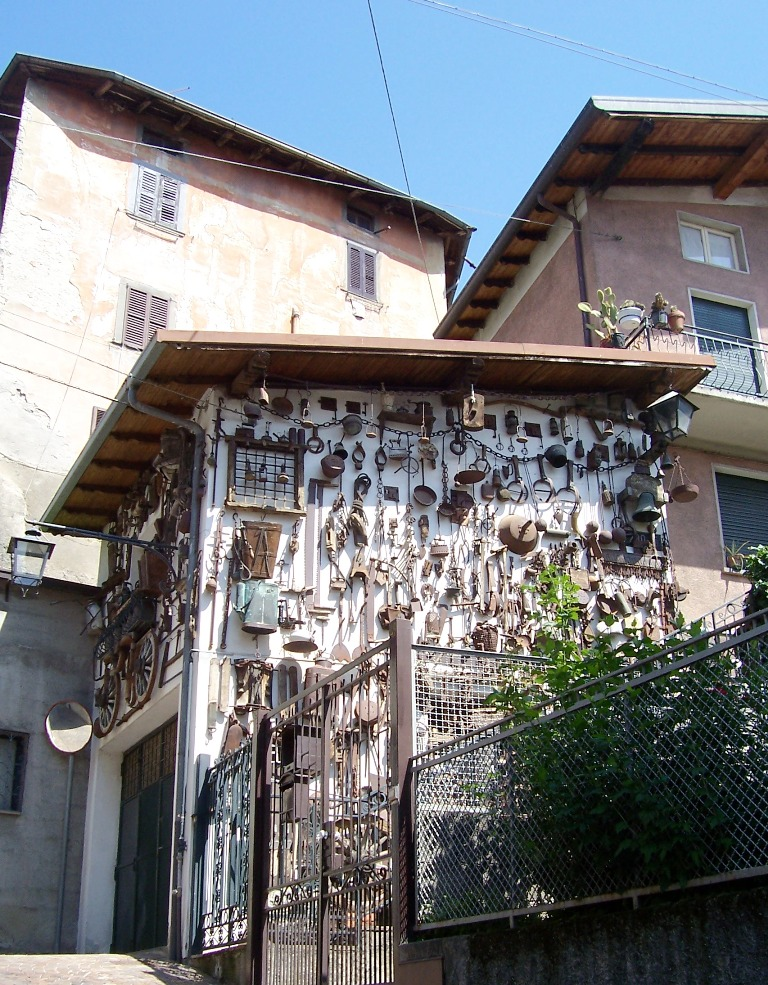
Outils de fer forgé exposés sur le mur de la maison.
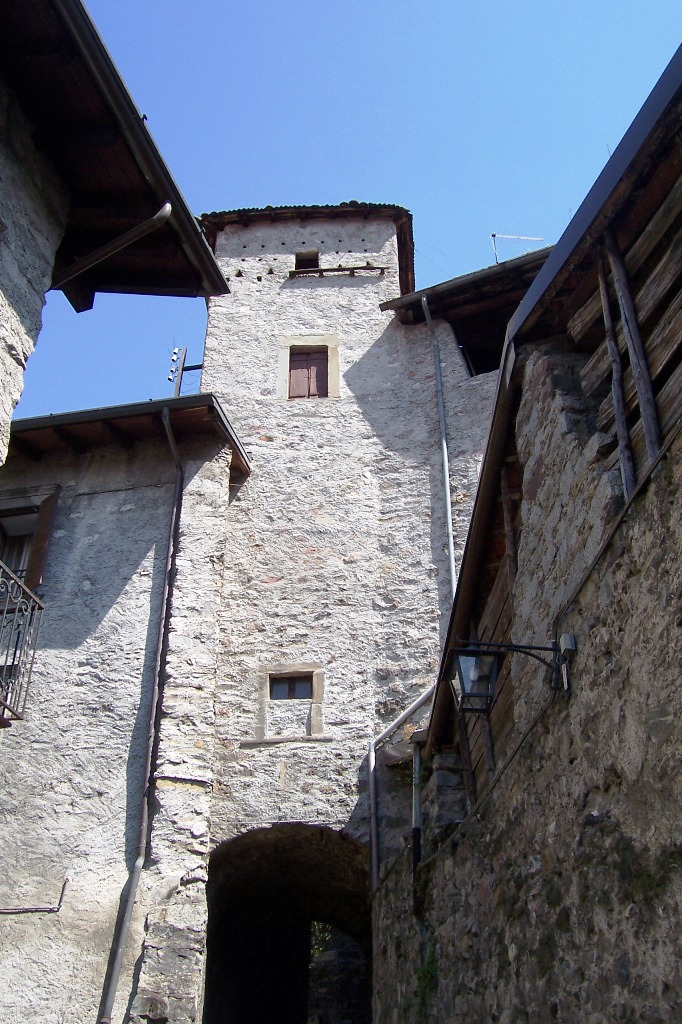
Une Tour habitée.
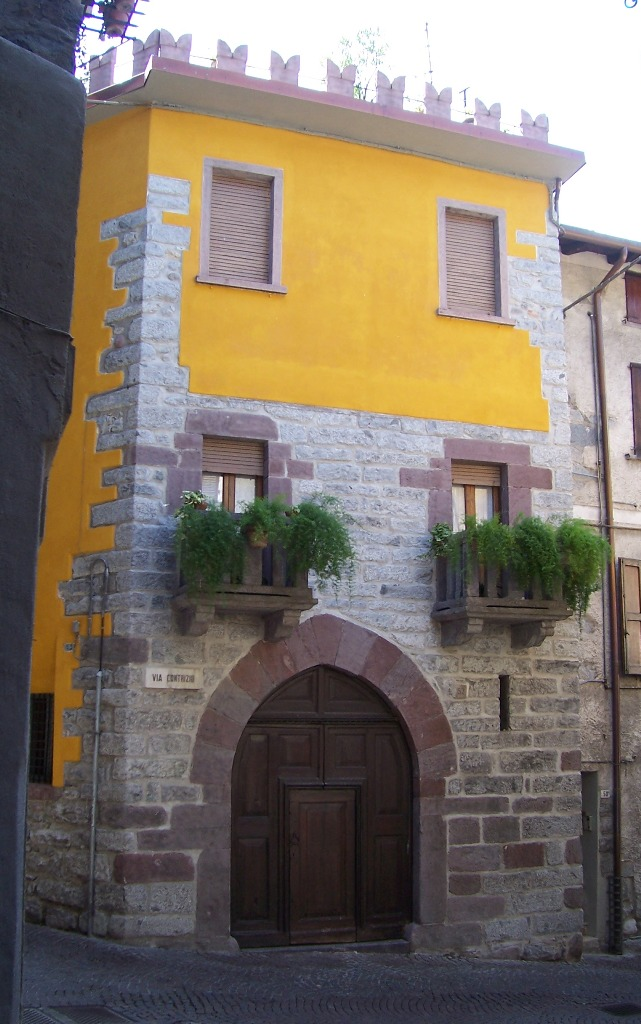
Une autre Tour du village.
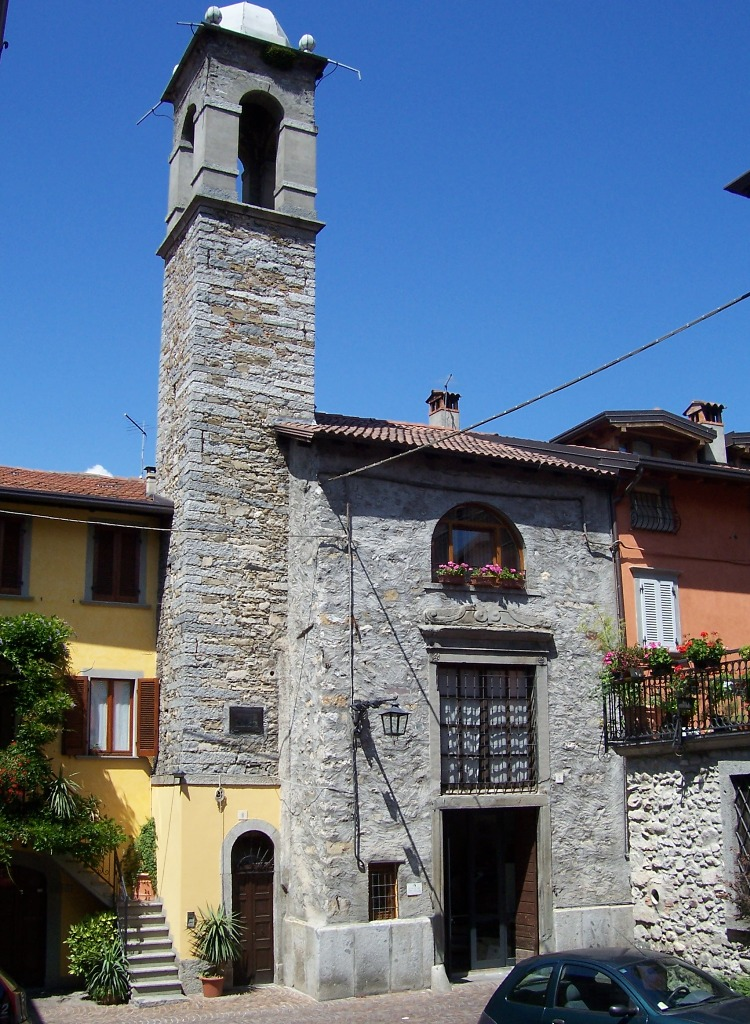
Oratorio de San Carlo Borromeo.
Lavoir sur le Vaso Re.
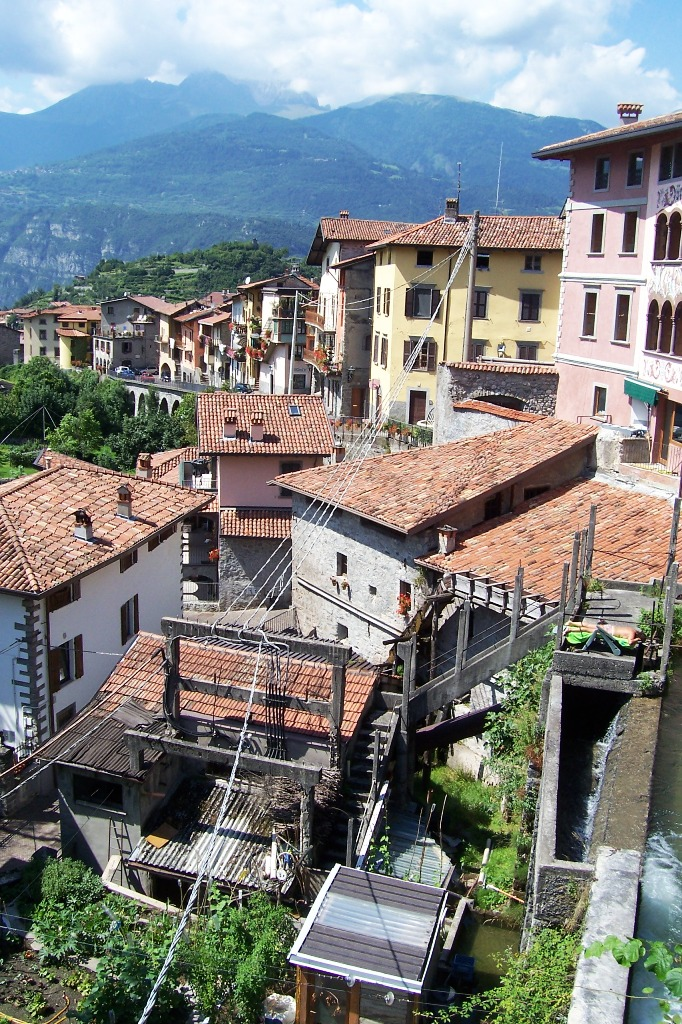
Panorama à l'aube.
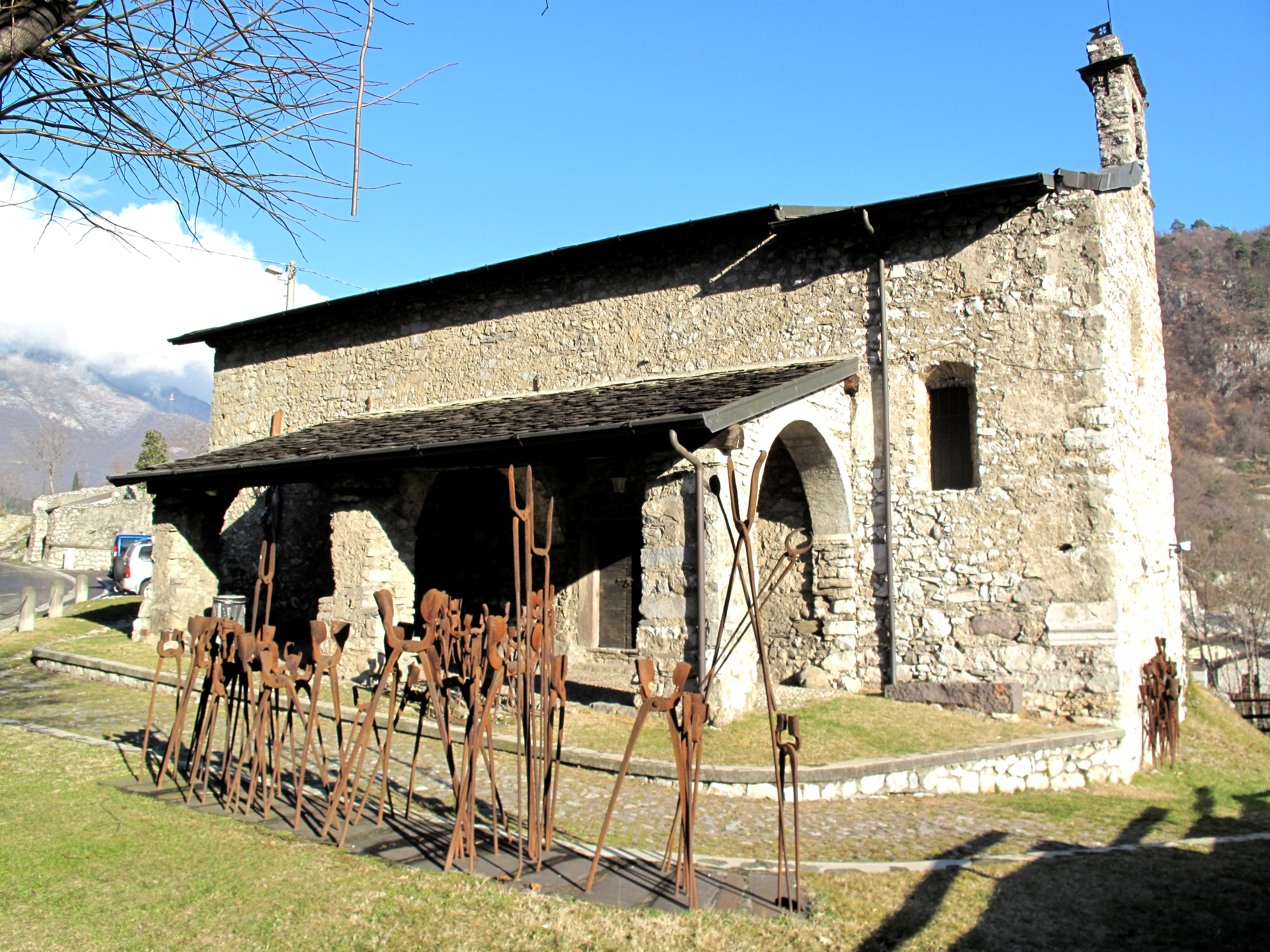
Église de San Pietro in Vincoli.
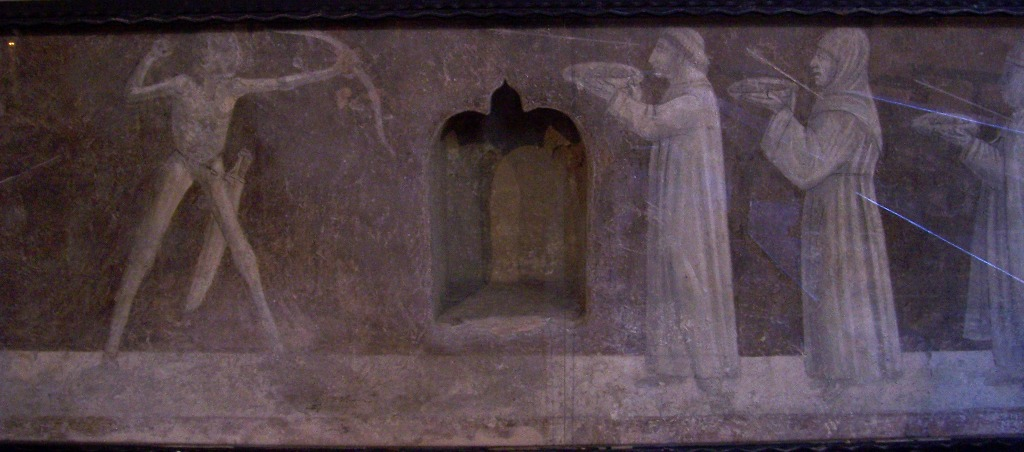
Danse macabre de l'église Santa Maria à Bienno.
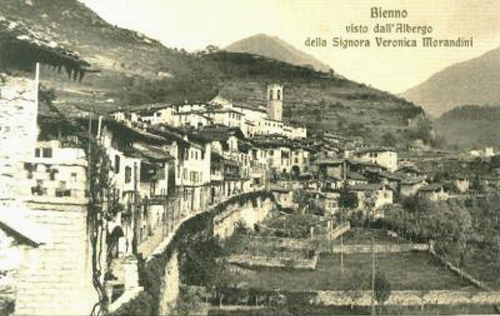
Vieux Bienno en 1930.

## Hameaux
- Inol

## Communes limitrophes
Bagolino, Berzo Inferiore, Bovegno, Breno (Italie), Cividate Camuno, Collio (Brescia), Prestine

## Autre Articles
- La Val Camonica
- les Camunni
- La Lombardie